# Nationale Restauratie (Peru)
Nationale Restauratie (Restauración Nacional) is een politieke partij in Peru.
De partij werd opgericht door de protestant Humberto Lay Sun. Lay was deelnemer van het Nationale Anticorruptie Initiatief (Iniciativa Nacional Anticorrupción) tijdens de overgangsregering van Valentín Paniagua, direct na de regering van Alberto Fujimori. Daarna was hij lid van de Nationale Waarheids- en Verzoeningscommissie (Comisión de la Verdad y Reconciliación Nacional) die de schendingen van de rechten van de mens in de jaren tachtig en negentig onderzocht.
Tijdens de verkiezingen van 2006 won de partij 4,0% van de stemmen, waarmee ze 2 van de toen 120 zetels in het Peruviaanse congres verwierf. In dat jaar stelde Lay zich tevergeefs verkiesbaar als president van Peru, en in zowel in 2006 als 2010 eveneens tevergeefs voor het burgemeesterschap van Lima.
Tijdens de verkiezingen van 2011 verbond de partij zich aan de Alliantie voor de Grote Verandering, samen met de Christelijke Volkspartij, de Alliantie voor de Vooruitgang en de Peruviaanse Humanistische Partij. Lay was het enige lid van zijn eigen partij dat in het Peruviaanse congres een zetel bemachtigde.